# Carlo Casalegno
Carlo Casalegno (Torino, 15 dicembre 1916 – Torino, 29 novembre 1977) è stato un giornalista, scrittore e partigiano italiano.
Fu ucciso da un gruppo di quattro terroristi delle Brigate Rosse, diventando il primo giornalista ucciso da terroristi durante gli anni di piombo in Italia.

## Biografia
Studiò al liceo classico Massimo d'Azeglio, lo stesso in cui avevano studiato Cesare Pavese, Leone Ginzburg, Norberto Bobbio, Massimo Mila. Le sue idee antifasciste e liberali furono in parte stimolate da questo ambiente. Entrò nella Facoltà di Lettere all'Università degli Studi di Torino nel novembre del 1934 e si laureò con una tesi su Georges Duhamel con il professore di letteratura francese Ferdinando Neri, lo stesso con cui si erano laureati sia Pavese che Ginzburg.
Dopo la laurea fu fondamentale per lui l´incontro con lo storico delle religioni e del Risorgimento Luigi Salvatorelli, di cui sposò nel 1940 la figlia Annamaria, che morì già nel 1948 e che gli dette il suo unico figlio, Andrea, nato nel 1944, il quale, fino all'uccisione del padre, fu, insieme a sua moglie, un militante tanto convinto di Lotta Continua da versare nelle sue casse tutti i 20 milioni di eredità di suo nonno Luigi Salvatorelli. L'incontro di Carlo Casalegno con Salvatorelli condizionò i suoi interessi per la politica internazionale, per i rapporti tra stato e chiesa e per la storia del Risorgimento.
Nel 1942 Casalegno fondò a Torino insieme ad Alessandro Galante Garrone un primo nucleo del Partito d'Azione. I bombardamenti di Torino del novembre 1942 lo costrinsero a sfollare a Pecetto, sulla collina Torinese, in casa delle sorelle Anna e Clara Bovero, con le quali dette vita a una rivista dattiloscritta, La tavola rotonda, che comparve in pochi numeri tra il gennaio e l'aprile 1943. Alla caduta del fascismo entrò nella Resistenza, occupandosi dell'organizzazione dei giovani e della stampa clandestina, collaborando a Gioventù d'azione e scrivendo opuscoli, sotto gli pseudonimi di Amedeo Ravina e di Andrea Caetani.
Tra il 1945 e il 1946 Casalegno fu redattore del quotidiano del Partito d´Azione, GL, fondato da Franco Venturi a Torino il 28 aprile 1945. Qui scoprì la sua vocazione per il giornalismo e cominciò a collaborare a periodici legati alla sua esperienza di azionista come il settimanale Giustizia e libertà (dal 1946 al 1947). Abbandonò quindi il posto di professore di italiano e latino al liceo Palli di Casale Monferrato e, dopo un breve periodo alla redazione del Popolo di Torino, nel 1948 iniziò a lavorare al quotidiano di Torino "La Stampa". Collaborò per vent'anni al mensile Resistenza, di cui fu anche direttore dal 1952 al 1955, e ai settimanali Incom e Panorama.
Quando, alla fine del 1968, Alberto Ronchey subentrò nella direzione della Stampa a Giulio De Benedetti, il nuovo direttore dette a Casalegno la possibilità di farsi conoscere al grande pubblico come commentatore di politica interna. Nel febbraio 1969 comincia infatti la rubrica settimanale Il nostro Stato, che gli costò la vita. In questa rubrica Casalegno scrisse molti articoli su alcune questioni di attualità quali il divorzio, la laicità dello Stato e in particolare il terrorismo, chiedendo sempre la massima fermezza nell'applicare le leggi ordinarie già esistenti per combattere quel fenomeno e impedire che trovasse appoggi e attecchimento nella società civile. Egli rigettava totalmente l'idea del ricorso a leggi speciali per conseguire questo scopo, in quanto temeva che una simile iniziativa avrebbe potuto generare una spirale infinita di violenza, con la conseguente perdita delle libertà democratiche dei cittadini. Nel 1971 fu tra i pochi giornalisti che presero le difese del prefetto Libero Mazza autore di un rapporto riservato in cui con toni allarmanti descriveva come fortemente violenta tutta la sinistra extraparlamentare attiva a Milano.
Nel 1976 si aprì a Torino il processo alle Brigate Rosse, che vedeva tra i suoi principali imputati Renato Curcio. Tale processo si protrasse in un clima eccezionalmente grave, culminato con l'uccisione dell'avvocato Fulvio Croce, che aveva preso la difesa d'ufficio dei brigatisti nonostante questi avessero minacciato di morte chi l'avesse fatto, e che proseguì con la rinuncia in massa dei cittadini chiamati a comporre la giuria popolare. In questo contesto, Casalegno coi suoi articoli esortava ognuno a non indietreggiare di fronte al terrorismo, a fare ciascuno la propria parte.

### L'agguato delle Brigate Rosse

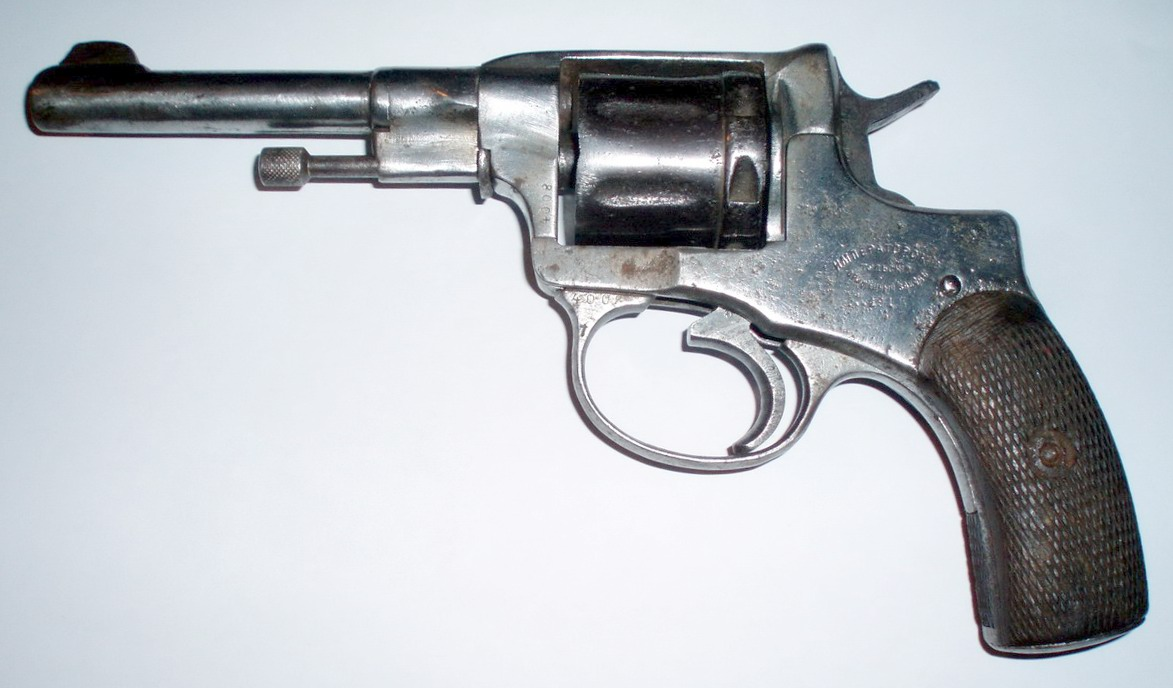
Una pistola Nagant M1895, simile a quella usata da Raffaele Fiore per uccidere Casalegno: era la stessa arma impiegata dai brigatisti per uccidere in precedenza Fulvio Croce.

Il 16 novembre 1977 alle ore 13.55, mentre stava ritornando nella propria abitazione in corso Re Umberto 54 per il pranzo, Carlo Casalegno fu vittima di un agguato da parte di un gruppo di fuoco della colonna torinese delle Brigate Rosse formato da Raffaele Fiore, Patrizio Peci, Piero Panciarelli, Cristoforo Piancone e Vincenzo Acella. Sembra che i brigatisti avessero inizialmente pianificato di gambizzarlo ma, dopo una serie di rinvii e dopo una discussione interna alla colonna torinese, venne deciso di ucciderlo a causa dei suoi nuovi articoli ritenuti fortemente polemici nei riguardi della lotta armata. I brigatisti avevano previsto di colpire il giornalista direttamente nell'androne del palazzo; Raffaele Fiore aveva il compito di sparare, coperto da Piero Panciarelli, mentre Peci rimase a sorvegliare l'area armato di mitra, Acella era alla guida dell'auto predisposta per la fuga.
Nel momento dell'arrivo di Casalegno nell'androne, Panciarelli e Fiore si avvicinarono e quest'ultimo lo chiamò per farlo girare ed evitare di colpirlo alla schiena; Casalegno si voltò e venne immediatamente raggiunto da quattro colpi al volto esplosi da Fiore con la sua pistola Nagant M1895; subito dopo i brigatisti si allontanarono, convinti di avere ucciso il giornalista che invece, pur avendo subito gravissime lesioni da arma da fuoco alla bocca e alla mandibola, non morì subito.

Immediatamente soccorso dalla moglie, Casalegno venne ricoverato in condizioni gravissime con il volto devastato all'ospedale Molinette. In quel frangente a Torino si cercarono di organizzare manifestazioni di solidarietà: la sera seguente il giorno dell'attentato (17 novembre), ci fu una manifestazione popolare di cittadini contro il terrorismo a piazza San Carlo con la partecipazione di alcune migliaia di persone. Tuttavia tra gli operai della Fiat non sembrò manifestarsi grande sdegno per l'agguato: allo sciopero subito indetto presero parte in pochi ed alcuni operai rilasciarono ai giornalisti dichiarazioni di indifferenza per la sorte di Casalegno.

Raffaele Fiore, il brigatista che uccise Carlo Casalegno.

Nonostante un apparente miglioramento, il vice-direttore de La Stampa morì il 29 novembre 1977, dopo 13 giorni di agonia. I funerali si tennero il 1º dicembre nella chiesa del quartiere Crocetta. Tra i presenti illustri l'avvocato Gianni Agnelli, i politici Bettino Craxi e Giovanni Spadolini e l'allora ministro Carlo Donat-Cattin. Oltre alla moglie Adele "Dedi" Andreis (1925-2022), Carlo Casalegno lasciò un figlio di 33 anni, Andrea, giornalista e militante di Lotta Continua. È sepolto al Cimitero monumentale di Torino.
Durante il processo in Corte d'assise, svoltosi a Torino nell'estate del 1983, i brigatisti dissero che avevano deciso di ucciderlo anziché sparargli alle gambe (come avevano invece fatto con Indro Montanelli) a causa soprattutto di un suo duro articolo del 9 novembre 1977 intitolato Non occorrono leggi nuove, basta applicare quelle che ci sono. Terrorismo e chiusura dei covi. Secondo quanto scrive Peci, Casalegno fu condannato a morte per aver offeso la memoria di alcuni membri della Rote Armee Fraktion (RAF) morti in carcere in Germania tra l'ottobre e il novembre 1977.
Nel febbraio del 2004 l'università di Torino ha conferito a Carlo Casalegno la laurea honoris causa postuma in giurisprudenza.
Ogni settimana la direzione del quotidiano “La Stampa” assegna il Premio Casalegno, “riconoscimento intitolato alla memoria del vicedirettore del giornale simbolo dei valori della Costituzione e vittima del terrorismo”, al giornalista che più si è messo in evidenza per articoli o reportage di particolare valore..